# Yoshimi Masaki
Yoshimi Masaki –en japonés, 正木 嘉美, Masaki Yoshimi– (20 de agosto de 1962) es un deportista japonés que compitió en judo.
Ganó una medalla de oro en el Campeonato Mundial de Judo de 1985, y una medalla de oro en el Campeonato Asiático de Judo de 1984. En los Juegos Asiáticos de 1986 consiguió una medalla de oro.

## Palmarés internacional
| Campeonato Mundial  | Campeonato Mundial   | Campeonato Mundial | Campeonato Mundial |
| Año                 | Lugar                | Medalla            | Categoría          |
| ------------------- | -------------------- | ------------------ | ------------------ |
| 1985                | Seúl (Corea del Sur) | Medalla de oro     | Abierta            |
| Juegos Asiáticos    |                      |                    |                    |
| Año                 | Lugar                | Medalla            | Categoría          |
| 1986                | Seúl (Corea del Sur) | Medalla de oro     | Abierta            |
| Campeonato Asiático |                      |                    |                    |
| Año                 | Lugar                | Medalla            | Categoría          |
| 1984                | Kuwait (Kuwait)      | Medalla de oro     | Abierta            |